# Умурзаков, Меликузы
Меликузы Умурзаков (1923 год, кишлак Юлгунзар — 1964 год) — механик-водитель, бригадир тракторно-полеводческой бригады колхоза имени Ленина Папского района Наманганской области, Узбекская ССР. Герой Социалистического Труда (1959).

## Биография
Родился в 1923 году в крестьянской семье в кишлаке Юлгунзар (сегодня — Папский район). Трудовую деятельность начал хлопководом в колхозе «Кзыл-Майдан» (позднее — имени Ленина) Молотовского района. В ноябре 1942 года призван на фронт. Воевал стрелком, командиром стрелкового отделения в звании сержанта 65-го мотострелкового полка 31-й мотострелковой дивизии. Получил три ранения.
Осенью 1945 года демобилизовался и возвратился в родное село, где продолжил трудиться в колхозе «Кзыл-Майдан» Молотовского района. В середине 1950-х годов окончил водительские курсы и стал работать водителем-механиком хлопкоуборочной машины в этом же колхозе. Позднее был назначен бригадиром тракторно-полеводческой бригады.
В 1959 году бригада Меликузы Умурзакова сдала колхозу высокий урожай хлопка-сырца, в результате чего колхоз имени Ленина занял первое место по Молотовскому району по сдаче государству хлопка-сырца. Указом Президиума Верховного Совета СССР от 25 декабря 1959 года «за достигнутые высокие показатели при уборке хлопка хлопкоуборочными машинами, что позволило значительно поднять производительность труда, снизить себестоимость и сократить сроки уборки хлопка, облегчить труд колхозников» удостоен звания Героя Социалистического Труда с вручением Ордена Ленина и золотой медали Серп и Молот.
Скоропостижно скончался в 1965 году.
Награды
- Герой Социалистического Труда
- Орден Ленина
- Орден Отечественной войны 1 степени (посмертно, 06.04.1985)
- Орден «Знак Почёта» (11.01.1957)
- Орден Славы 3 степени (30.05.1951)